# Jerry Sandusky
Jerry Sandusky (ur. 26 stycznia 1944 w Waszyngtonie) – amerykański futbolista akademicki i działacz społeczny.

## Życiorys
W 1966 roku ukończył studia na Uniwersytecie Stanu Pensylwania, cztery lata później obronił magisterium.
Podczas nauki w latach 1963–1965 grał w drużynie futbolu amerykańskiego w uczelnianym klubie Penn State Nittany Lions. Od 1967 do 1968 roku związany był z Juniata College jako asystent trenera akademickich sekcji koszykówki, lekkoatletyki oraz piłki nożnej, następnie przez krótki czas pracował na tym samym stanowisku w drużynie futbolu amerykańskiego klubu Boston University Terriers. Wrócił później do Penn State Nittany Lions, gdzie w 1977 roku został koordynatorem defensywy oraz asystentem trenera; z klubem związany był do 1999 roku. Przeszedł wówczas na emeryturę.
Autor książek pt. Developing Linebackers, The Penn State Way oraz Touched: The Jerry Sandusky Story. Założył organizację charytatywną The Second Mile.

## Przestępstwa i procesy sądowe
W listopadzie 2011 roku został aresztowany pod zarzutem dopuszczania się czynów pedofilskich w okresie od 1994 do 2009 roku; między innymi w 2001 lub 2002 roku na terenie jednego z obiektów sportowych wykorzystał seksualnie 10-letniego chłopca. Jedną z ofiar był także jego adoptowany syn Matt. Po wpłaceniu 100 tys. dolarów kaucji Jerry Sandusky wyszedł na wolność.
W 2012 roku został skazany za dopuszczenie się gwałtu oraz molestowania seksualnego wobec łącznie dziesięciu małoletnich chłopców. Wobec Sandusky’ego zasądzono karę pozbawienia wolności na okres do 60 lat.

## Wyróżnienia i nagrody[2]
- Human Rights Award (1993; tytuł przyznany przez waszyngtoński oddział National Association for the Advancement of Colored People)
- Contribution to Amateur Football Award (1994)
- University's Barash Human Service Award (1995)
- YMCA Service-To-Youth Award (1995)
- SGMA Heroes Award (1996)
- Assistant Coach of the Year w Division I-A (1999; tytuł przyznany przez American Football Coaches Association)
- wprowadzenie do Pennsylvania Sports Hall of Fame (1999)

## Życie prywatny
Syn Evie i Arta. Ożenił się z Dorothy Gross, ma pięciu synów i jedną córkę.